# Facultad de Ciencias Sociales (Universidad Nacional de San Juan)
La Facultad de Ciencias Sociales es una institución docente argentina donde se imparten estudios superiores, una de las cinco que conforman la Universidad Nacional de San Juan. Se creó entre 1974 y 1976 puesto que se llevó adelante la reestructuración académica que concluyó en la transformación de la Facultad de Humanidades en Facultad de Ciencias Sociales. 
Está ubicada sobre la Av. José Ignacio de la Roza 590 (oeste) en el Complejo Universitario Islas Malvinas (C.U.I.M), en Rivadavia.

## Historia

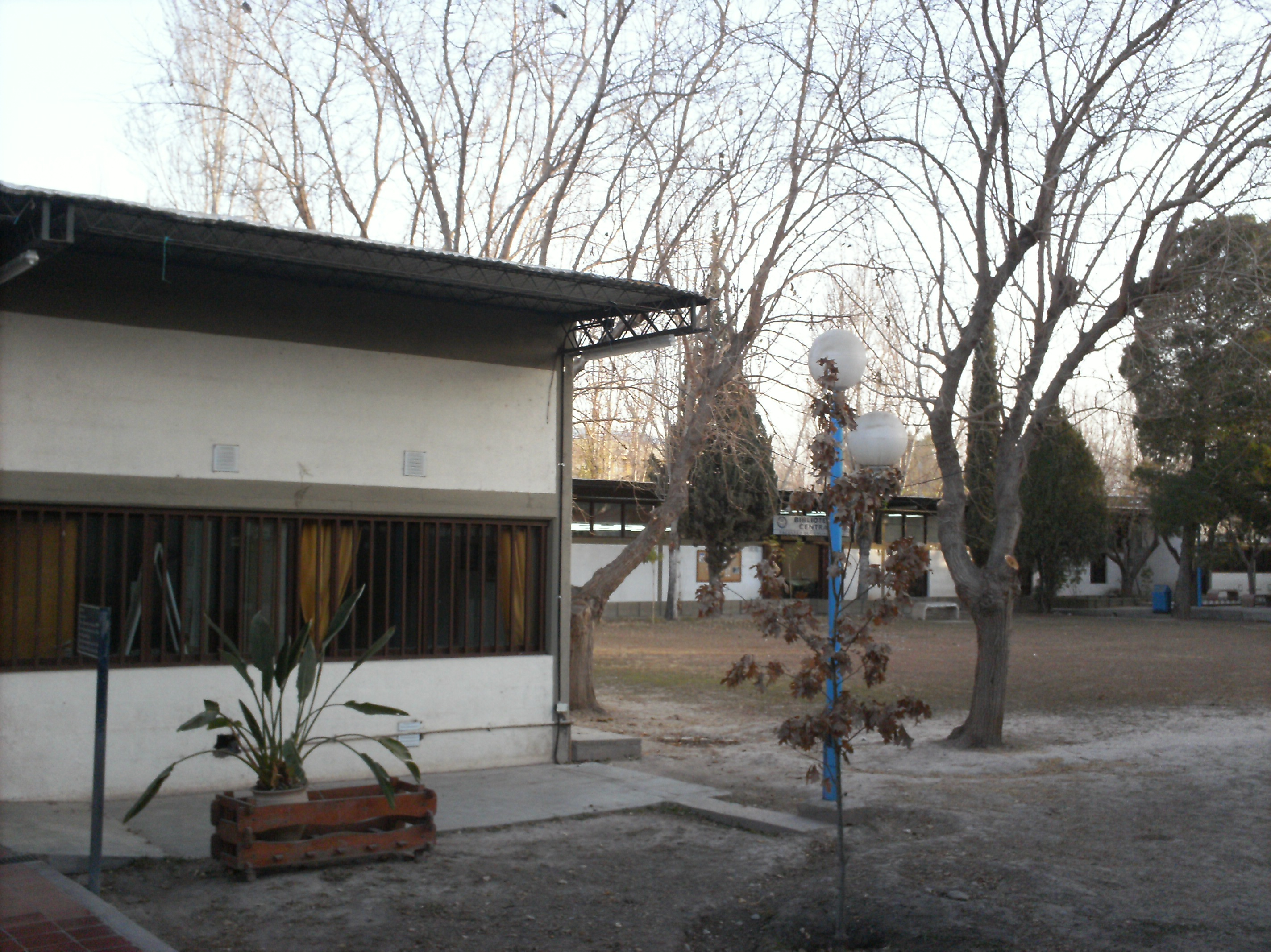
Vista de la facultad de Ciencias Sociales con la particulariedad que sus aulas están en un predio al aire libre.

Sociales como tal, nace conjuntamente con la UNSJ pero sus raíces se remontan a 1956 cuando los fundadores de la Escuela de Periodismo Sarmiento promovieron la idea de crear una Universidad Estatal en la provincia. El 22 de junio de 1962 se crea la Universidad Provincial D. F. Sarmiento, conformada por dos facultades: la de Arte y la de Humanidades, esta última antecesora de la Facultad de Ciencias Sociales. En los años que siguieron por medio de una maratón académica y efervescencia estudiantil se obtiene el reconocimiento nacional de los títulos emitidos por la Universidad Sarmiento. Un año después de la creación de la UNSJ, se integra a la nueva casa de altos estudios la Facultad de Humanidades y Artes. Entre 1974 y 1976 se llevó adelante la reestructuración académica que concluyó en la transformación de la Facultad de Humanidades en Facultad de Ciencias Sociales.
Actualmente cuenta con una sala de computación en la que se dictan currículas como el Seminario de Nuevas Tecnologías.

## Carreras
Las Carreras de Grado existentes en la facultad son:
- Dentro del Departamento de Ciencias Jurídicas: Abogacía
- Dentro del Departamento Ciencias Económicas: Contador Público, Licenciatura en Administración y Técnico en Administración y Gestión Universitaria
- Dentro del Departamento de Ciencias Políticas:  Licenciatura en Ciencias Políticas, Técnico Universitario en Administración Pública
- Dentro del Departamento de Ciencias de la Comunicación: Licenciatura en Comunicación Social
- Dentro del Departamento de Sociología: Licenciatura en Sociología y Profesorado en Sociología
- Dentro del Departamento de Trabajo Social: Licenciatura en Trabajo Social

En la Facultad también se dictan las siguientes carreras de posgrado:
- Especialización en Criminología
- Especialización en Gestión Tecnológica
- Maestría en Metodologìa de la Investigaciòn
- Maestría en Políticas Sociales
- Doctororado en Ciencias Sociales